# Саммит АТЭС 1995
На третьей встрече (18-19 ноября 1995 года, Осака, Япония) была принята Осакская программа действий, цель которой - создание прозрачной законодательной среды, регулирующей движение товаров, услуг и капиталов; отказ от протекционизма; соответствие стандартам и правилам ВТО. Приоритетными сферами сотрудничества в рамках АТЭС названы тарифы и нетарифные ограничения; таможенные процедуры; интеллектуальная собственность; политика в области конкуренции; государственные закупки; выполнение обязательств и правил ВТО; сбор и анализ экономической информации.
Участники: присутствовали лидеры 18 стран - участниц АТЭС.
Итоговый документ: декларация «Программа действий».
Основные итоги саммита:После принятия Богорских целей в АТЭС проводилась активная работа, направленная на то, чтобы обязательства лидеров АТЭС могли быть трансформированы в реальные результаты. АТЭС начинало свою деятельность с программы переговоров о развитии взаимной торговли, и если Богорская декларация определила стратегию форума, то Осакская программа действий, принятая на 3-й встрече руководителей стран АТЭС, определила тактику организации, конкретизируя пути достижения Богорских целей.
В Осакской программе действий были регламентированы важные принципы в области либерализации торговли и инвестиций, включая применение недискриминационных и гибких методов, взаимное уважение, равенство, взаимную выгоду и развитие конструктивного партнерства и поиск консенсуса путем консультаций. В ней были обозначены основные принципы АТЭС, к которым относятся: сотрудничество; прозрачность законов, правил и административных процедур, регулирующих движение товаров, услуг и капиталов; недискриминационность;многосторонность;  одновременный старт, непрерывный процесс и дифференцированные сроки вхождения в систему свободной и открытой торговли и инвестиций;  отказ от принятия мер, ведущих к протекционизму; гибкость, учет уровня экономического развития каждого государства; соответствие стандартам и правилам ВТО
Осакская программа действий также определила базовые направления сотрудничества, в которых экономикам АТЭС необходимо произвести преобразования для достижения Богорских целей, в том числе в сфере: тарифов и нетарифных ограничений; услуг в области телекоммуникаций, транспорта, энергетики, туризма;  движения инвестиций;  стандартов и соответствия;таможенных процедур; прав на интеллектуальную собственность; политики в области конкуренции;  государственных закупок; выполнение обязательств и правил ВТО; посредничества в торговых спорах; мобильности бизнесменов; сбора и анализа информации.
Осакская программа действий состояла из двух частей. Часть первая – «Либерализация и облегчение» (условий торговли и инвестиций) – содержала три раздела: ¬ общие принципы; ¬ условия для либерализации и облегчения; ¬ действия в специфических областях (именно здесь указаны базовые направления сотрудничества). В рамках первой части предлагалось уделить особое внимание рынку услуг, который в перспективе должен значительно расшириться, охватив новые отрасли экономики. Речь шла, в частности, об унификации процесса сертифицирования телекоммуникационного оборудования, автомобилей, либерализации авиауслуг, увеличении инвестиций в энергетический сектор, сферу туризма. При этом ожидалось, что указанные шаги будут предприниматься в тесном взаимодействии с международными выми организациями и представителями частного сектора. Было намечено упрощение таможенных процедур участниками АТЭС и создание надежной системы защиты прав на интеллектуальную собственность. Для достижения указанных целей предусматривалось широкое использование новых технологий, компьютерных систем, тесной связи с общественностью. В первой части была изложена Программа экономического и технического сотрудничества (ЭКОТЕК), в которой рассматривалась концепция и направления совместных действий в таких областях сотрудничества, как: ¬ сельскохозяйственные технологии; ¬ энергетика; ¬ рыболовство; ¬ развитие человеческого потенциала; ¬ промышленная наука и технологии; ¬ инфраструктура; ¬ сохранение морских ресурсов; ¬ развитие малых и средних предприятий; ¬ телекоммуникации; ¬ туризм; ¬ содействие торговле; ¬ транспорт.
Вторая часть программы была посвящена вопросам смягчения диспропорций в экономическом развитии участников АТЭС. Отмечалось, что развитыми государствами будет оказываться экономическое  техническое содействие развивающимся странам через органы системы АТЭС. Модели сотрудничества будут основываться на обмене информацией, знаниями и опытом. На саммите всем участникам форума было поручено разработать индивидуальные планы по либерализации торговли и инвестиций, а также перечень мероприятий, направленных на стимулирование взаимной торговли и зарубежных инвестиций. Правительствам стран АТЭС предлагалось проводить реформы по ликвидации препятствий в развитии международных деловых связей. Стремясь создать свободную зону инвестиций, члены АТЭС договорились принимать меры, стимулирующие движение капиталов между странами региона: ¬ сокращение числа отраслей, закрытых для прямых зарубежных инвестиций; ¬ упрощение визового режима для предпринимателей; ¬ обеспечение широкого доступа к экономической информации.
Российские инициативы:
В 1995 г. Россия проявила заинтересованность в развитии отношений с АТЭС, поскольку на членов форума приходилось около 20% российской внешней торговли и около 25% накопленных иностранных инвестиций. Поэтому уже в марте 1995 г. по распоряжению Президента Российской Федерации в секретариат АТЭС была подана заявка о намерении присоединиться к числу участников форума.